# 08 Stockholm Human Rights
El 08 Stockholm es un club sueco de baloncesto profesional de la ciudad de Estocolmo que compite en la D2, la tercera categoría del baloncesto en Suecia. Se formó en 1996 por la unión de los clubes Alvik BK y South YMCA Basketball.
Disputa sus encuentros en el Freyshuset Arena 08, con capacidad para 2550 espectadores. El entrenador del equipo es el sueco Aril Beck. Los colores del equipo son el negro y el blanco.

## Palmarés
- 1 Liga Finlandia-Suecia:(1999)
- 1 Subcampeón Ligan:(2007)
- 1 Semifinales Ligan:(2002)
- 1 Ligan:(2001)

## Posiciones en Liga
- 1986 (1)
- 1987 (2)
- 1995 (1)
- 1997 (3)
- 1998 (3)
- 1999 (2)
- 2000 (7)
- 2001 (1)
- 2002 (2)
- 2003 (3)
- 2004 (10)
- 2005 (8)
- 2006 (9)
- 2007 (4)
- 2008 (5)
- 2009 (7)
- 2010 (9)
- 2011 (9)
- 2012 (8)
- 2013 (8)